# برايان مورتون (راكب الكنو)
برايان مورتون (بالإنجليزية: Brian Morton)‏ هو راكب الكنو أسترالي، ولد في 1970.

## وصلات خارجية
- برايان مورتون على موقع أوليمبيديا (الإنجليزية)
- برايان مورتون على موقع اللجنة الأولمبية الأسترالية (الإنجليزية)